# Сердюков Анатолій Едуардович
Анатолій Едуардович Сердюков (рос. Сердюков Анатолий Эдуардович, нар. 8 січня 1962, Холмське, Абінський район, Краснодарський край, РРФСР) — російський державний діяч, економіст. З 15 лютого 2007 року по 6 листопада 2012 — міністр оборони РФ. Голова наглядової ради державної корпорації «Ростехнології».

## Життєпис
1984 року закінчив Ленінградський інститут радянської торгівлі. У 1984—1985 роках проходив службу в армії СРСР, навчався на офіцерських курсах і був звільнений офіцером запасу.
1985—1991 — заступник завідувача секцією, завідувач секцією магазину № 3 Лєнмєбєльторга (Ленінград).
З 1993 року працював в АТ «Меблі-Маркет» Санкт-Петербург — заступником генерального директора (1993), директором з маркетингу (1993—1995), генеральним директором (1995—2000).

## Корупційний скандал в Міноборони Росії
Міноборони Росії й пов'язані з ним комерційні структури «Оборонсервіс» звинувачувались у багатомільйонних розкраданнях. Скандал став причиною відставки міністра Сердюкова 6 листопада 2012  [Архівовано 8 січня 2013 у Wayback Machine.]

## Нагороди
- Медаль «За заслуги» (ФССП, 22 листопада 2006 року).
- Відзнака «Іменна вогнепальна зброя» (Україна, 4 січня 2012)[1]

22 листопада 2024 року позбавлений державних нагород України та інших форм відзначення згідно Указу Президента.